# Daniele Leonardo Inzoli
Daniele Leonardo Inzoli (* 12. August 2008 in Mailand) ist ein italienischer Leichtathlet, der sich auf den Weitsprung spezialisiert hat.

## Sportliche Laufbahn
Erste internationale Erfahrungen sammelte Daniele Leonardo Inzoli im Jahr 2024, als er bei den U18-Europameisterschaften in Banská Bystrica mit 7,54 m die Bronzemedaille im Weitsprung gewann und sich mit der italienischen Sprintstaffel (1000 Meter) in 1:52,02 min ebenfalls Bronze sicherte. Anschließend schied er bei den U20-Weltmeisterschaften in Lima mit 6,87 m in der Qualifikationsrunde im Weitsprung aus und verpasste mit der 4-mal-100-Meter-Staffel mit 40,44 s ebenfalls den Finaleinzug. Im Jahr darauf gewann er bei den U20-Europameisterschaften in Tampere mit 7,69 m die Silbermedaille im Weitsprung.
2025 wurde Inzoli italienischer Hallenmeister im Weitsprung.

## Persönliche Bestleistungen
- 100 Meter: 10,49 s (0,0 m/s), 5. Juli 2024 in Molfetta
  - 60 Meter (Halle): 6,78 s, 8. Februar 2025 in Ancona
- Weitsprung: 7,93 m, 22. Februar 2025 in Ancona